# Rete tranviaria di Gorzów Wielkopolski
La rete tranviaria di Gorzów Wielkopolski è la rete tranviaria che serve la città polacca di Gorzów Wielkopolski, composta da cinque linee.

## Altri progetti

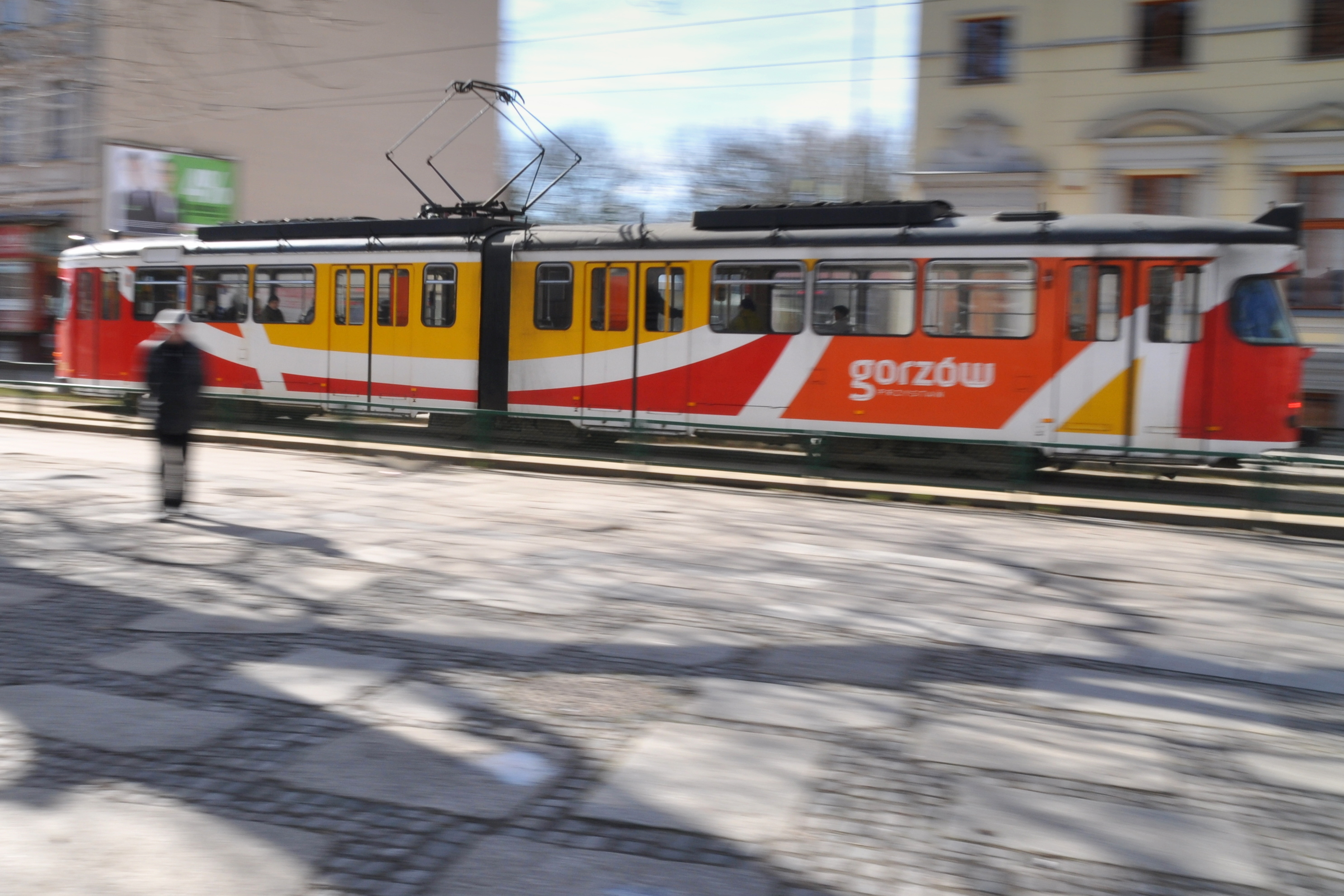